# Canberra Capitals
Canberra Capitals is een Australische basketbalclub voor dames uit Canberra, Australian Capital Territory actief in de Women's National Basketball League, de hoogste Australische damesbasketbalcompetitie.
Het team werd opgericht in 1984 als Canberra Capitals. Sinds 2014 wordt het team gesponsord door de Universiteit van Canberra. Het team was kampioen van de Women's National Basketball League na winst in de Grand Final in 2000, 2002, 2003, 2006, 2007, 2009, 2010, 2019 en 2020.

## Bekende (oud-)spelers
- Suzy Batkovic
- Abby Bishop
- Lauren Jackson
- Jenny Whittle
- Diana Jaropolova